# アレッサンドロ・マルケッティ
アレッサンドロ・マルケッティ(Alessandro Marchettí) (1884年6月16日-1966年12月5日)はイタリアの航空機技術者。マルケッティはSesto Calendeで生まれ、ローマで亡くなった。彼は第二次世界大戦中の爆撃機であるサヴォイア・マルケッティ SM.79の設計で知られる。